# Lovely! Pop&Cute Dance Trax
Lovely! Pop&Cute Dance Trax（ラブリー!　ポップアンドキュートダンストラックス）は、2008年7月23日にワーナーミュージック・ジャパンより発売されたコンピレーション・アルバムである。

## 概要
キャッチコピーは「みんな歌える！みんな踊れる！」。テレビCMにはが出演。
CDアルバム第1弾「Lovely! Cute&Sweet J-Ballads」がヒットとなり、今度は第2弾のダンスというテーマとなる。1990年代後半から2000年代にヒットした15曲を収録している。（当初は16曲収録で、大黒摩季の「熱くなれ」が15曲目に収録予定だったが収録中止になっている。）
トレンディドラマやアニメ、CMとのタイアップが大ヒットの方程式と言われていた中で登場した曲ばかりの内容となっており、収録されている作品の殆どがミリオンセラー以上の記録を有している。

## 収録曲
1. Choo Choo TRAIN：ZOO（1991年11月7日発売）
東日本旅客鉄道（JR東日本）「JR Ski Ski」CMソング。
2. EZ DO DANCE：TRF（1993年6月21日発売）
ブリストル・マイヤーズ スクイブ「シーブリーズ」CMソング。
3. Feel Like dance：globe（1995年8月9日発売）
ドラマ「ひとりにしないで」主題歌。
4. I BELIEVE (Radio Edit)：華原朋美（1995年10月11日発売）
ミナミスポーツ「JOY OF SPORTS」CMソング。
5. Boys & Girls：浜崎あゆみ（1999年7月14日発売）
花王ソフィーナ「AUBE」CMソング。
6. 出逢った頃のように：Every Little Thing（1997年8月6日発売）
森永製菓「ICE-BOX」CMソング。
7. STEADY：SPEED（1996年11月18日発売）
ドラマ「イタズラなKiss」主題歌。
8. Overnight Sensation 〜時代はあなたに委ねてる〜：TRF（1995年3月8日発売）
HONDA「ライブDio」CMソング。
9. Ride on time：MAX（1998年7月23日発売）
ドラマ「スウィートデビル」主題歌。
10. これが私の生きる道：PUFFY（1996年10月7日発売）
資生堂「ティセラ」CMソング。
11. Dear My Friend：Every Little Thing（1997年1月22日発売）
「スリムビューティハウス」CMソング。
12. LOVE 2000：hitomi（2000年6月28日発売）
「劇空間プロ野球2000」イメージソング。
13. ALL MY TRUE LOVE：SPEED（1998年10月28日発売）
「バレーボール世界選手権」テーマソング。
14. 恋心：相川七瀬（1996年10月7日発売）
カメリアダイアモンドCMソング。
15. 愛情：小柳ゆき（2000年4月12日発売）
「ヤミツキ」エンディングテーマ。